# Scarpa d'oro 1990
La Scarpa d'oro 1990 è il riconoscimento calcistico che è stato assegnato al miglior marcatore assoluto in Europa tenendo presente le marcature segnate nel rispettivo campionato nazionale nella stagione 1989-1990. I vincitori a pari merito del premio sono stati Hugo Sánchez e Hristo Stoitchkov entrambi con 38 reti.

## Classifica finale
| Pos | Campionato                     | Nome            | Squadra       | Gol |
| --- | ------------------------------ | --------------- | ------------- | --- |
| 1   | Primera División 1989-1990     | Hugo Sánchez    | Real Madrid   | 38  |
| 1   | A Republikanska futbolna grupa | Hristo Stoičkov | CSKA Sofia    | 38  |
| 3   | 1. Division                    | Gerhard Rodax   | Admira/Wacker | 35  |